# Холмс, Келли
Дама Келли Холмс (род. 19 апреля 1970, Пембури, Великобритания) — британская бегунья на средние дистанции.

## Биография

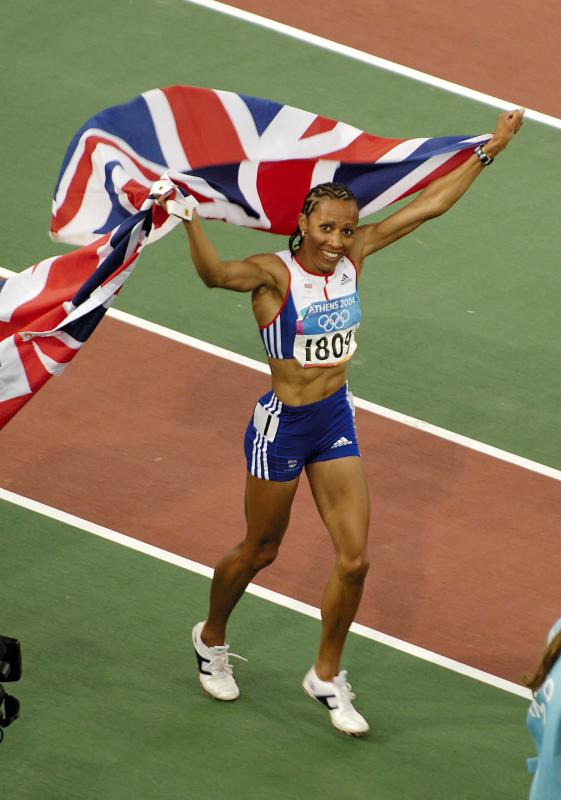
2004 год

Келли Холмс родилась 19 апреля 1970 года в городе Пембури, графство Кент. Отец ямайского происхождения, мать британка. Заниматься лёгкой атлетикой начала в 12 лет. В возрасте 13 лет стала чемпионкой Великобритании на дистанции 1500 метров. Была вдохновлена победой своего соотечественника Себастьяна Коу на Олимпийских играх в Лос-Анджелесе, это придало ей стимул к тренировкам.
Впервые на международных соревнованиях приняла участие в 1993 году на чемпионате мира в Штутгарте, на котором она выступала на дистанции 800 метров, где смогла дойти до полуфинала. В 1994 году стала победительницей игр Содружества в беге на 1500 метров. Приняла участие в Олимпийских играх 1996 года на дистанциях 800 и 1500 метров, на которых заняла 4 и 11 места соответственно. На Олимпиаде 2000 года приняла участие на дистанциях 800 метров (3-е место) и 1500 метров (7-е место). На чемпионате мира 2001 года в Эдмонтоне стала серебряным призёром в беге на 800 метров. Серебряный призёр чемпионата мира 2003 года в Париже. Победительница игр Содружества 2003 года. На Олимпийских играх 2004 года одержала сенсационную победу сразу на 2-х дистанциях. Стала Олимпийской чемпионкой на дистанциях 800 метров и 1500 метров. Таким образом она стала третьей женщиной в истории, кому удалось выиграть на одной Олимпиаде обе средние дистанции. До неё это удавалось сделать Татьяне Казанкиной в 1976 году и Светлане Мастерковой в 1996 году. Победительница легкоатлетического финала в Монте-Карло на 1500 метров.
В настоящее время владеет рекордами Великобритании в беге на 800, 1000 и 1500 метров.
Завершила спортивную карьеру в 2005 году, из-за травмы ахиллова сухожилия.

## Награды
- Лучший легкоатлет Европы 2004 года
- Лучшая спортсменка 2005 года
- Орден Британской империи (DBE, 2005)[5]